# Callenish Circle

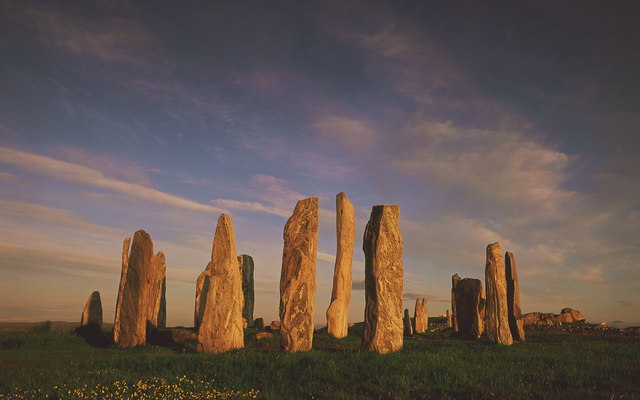
Callanish Stones, inspirace pro název kapely (autor fotografie Tom Richardson).

Callenish Circle byla nizozemská metalová kapela založená na podzim 1992 v obci Holtum-Born (provincie Limburg) zpěvákem Patrickem Savelkoulem a kytaristou Josem Eversem. Hrála melodic death metal, tvorba vycházela z mytických témat. Byla pojmenována podle Callanish Stones, kamenného kruhu (podobného jako Stonehenge) na západním pobřeží ostrova Lewis ve Vnějších Hebridách.
V květnu 1995 vyšlo demo Lovelorn, které vyvolalo pozitivní ohlasy, získalo v Nizozemsku ocenění nejlepší demo roku 1995. Další skladby vycházely na různých MC a CD kompilacích. V lednu 1996 skupina podepsala smlouvu s nizozemským hudebním vydavatelstvím Hammerheart Records.
V témže roce přišlo na řadu debutní studiové album Drift of Empathy, po němž následuje koncertní šňůra (mj. s Agathocles, Ancient Rites, Orphanage).
Další jejich hudební dílo, EP s názvem Escape, vyšlo v roce 1998 již u labelu Polar Bear Records.
Kapela zanikla v roce 2007 kvůli problémům s vydavatelstvím a distribucí jejich alb, celkem vydala 5 elpíček.

## Diskografie

### Dema
- Lovelorn (1995)

### Studiová alba
- Drift of Empathy (1996)
- Graceful...yet Forbidding (1999)
- Flesh Power Dominion (2002)
- My Passion // Your Pain (2003)
- [Pitch.Black.Effects] (2005)

### EP
- Escape (1998)

### Kompilace
- Forbidden Empathy (2004)

## Zajímavost
Kamenný kruh Callanish Stones byl také inspirací pro název skotské black/folkmetalové kapely Cnoc An Tursa.